# SMYD3
SMYD3 (англ. SET and MYND domain containing 3) – білок, який кодується однойменним геном, розташованим у людей на короткому плечі 1-ї хромосоми.  Довжина поліпептидного ланцюга білка становить 428 амінокислот, а молекулярна маса — 49 097.
| 10         |  | 20         |  | 30         |  | 40         |  | 50         |
| ---------- |  | ---------- |  | ---------- |  | ---------- |  | ---------- |
| MEPLKVEKFA |  | TAKRGNGLRA |  | VTPLRPGELL |  | FRSDPLAYTV |  | CKGSRGVVCD |
| RCLLGKEKLM |  | RCSQCRVAKY |  | CSAKCQKKAW |  | PDHKRECKCL |  | KSCKPRYPPD |
| SVRLLGRVVF |  | KLMDGAPSES |  | EKLYSFYDLE |  | SNINKLTEDK |  | KEGLRQLVMT |
| FQHFMREEIQ |  | DASQLPPAFD |  | LFEAFAKVIC |  | NSFTICNAEM |  | QEVGVGLYPS |
| ISLLNHSCDP |  | NCSIVFNGPH |  | LLLRAVRDIE |  | VGEELTICYL |  | DMLMTSEERR |
| KQLRDQYCFE |  | CDCFRCQTQD |  | KDADMLTGDE |  | QVWKEVQESL |  | KKIEELKAHW |
| KWEQVLAMCQ |  | AIISSNSERL |  | PDINIYQLKV |  | LDCAMDACIN |  | LGLLEEALFY |
| GTRTMEPYRI |  | FFPGSHPVRG |  | VQVMKVGKLQ |  | LHQGMFPQAM |  | KNLRLAFDIM |
| RVTHGREHSL |  | IEDLILLLEE |  | CDANIRAS   |  |            |  |            |

A: Аланін

C: Цистеїн

D: Аспарагінова кислота

E: Глутамінова кислота

F: Фенілаланін

G: Гліцин

H: Гістидин

I: Ізолейцин

K: Лізин

L: Лейцин

M: Метіонін

N: Аспарагін

P: Пролін

Q: Глутамін

R: Аргінін

S: Серин

T: Треонін

V: Валін

W: Триптофан

Кодований геном білок за функціями належить до трансфераз, регуляторів хроматину, метилтрансфераз, фосфопротеїнів. 
Задіяний у таких біологічних процесах як ацетиляція, альтернативний сплайсинг. 
Білок має сайт для зв'язування з іонами металів, іоном цинку, s-аденозил-l-метіоніном. 
Локалізований у цитоплазмі, ядрі.